# Dorpsbrouwerij Humulus
Dorpsbrouwerij Humulus is een Belgische microbrouwerij te Arendonk in de provincie Antwerpen.

## Geschiedenis
De microbrouwerij werd opgestart in april 2011 naar aanleiding van de geplande feestelijkheden “800 jaar Arendonk”. Dirk Vissers was samen met zijn schoonvader al jarenlang amateurbrouwer. Er wordt gebrouwen met een brouwinstallatie van 250 liter. Verder zijn er drie gist- en lagertanks van 750 liter elk. In november werd het eerste bier Arendonker Bruin op de markt gebracht. Bij de start van de feestelijkheden begin 2012 werd dit bier tot “officieel dorpsbier” uitgeroepen. Later in 2012 werd het tweede bier gelanceerd.
Sinds 2015 is de productie van de Arendonker-bieren overgenomen door Brouwerij Anders! in Halen. Dit onder toeziend oog van dorpsbrouwerij Humulus.
Sindsdien houdt de dorpsbrouwerij zich bezig met het brouwen van gelegenheidsbieren, zoals de Vraai Plezante, naar aanleiding van het evenement 'Vraai Plezant', op de Voorheide. Een ander bier is de Pitbull 88, verwijzend naar het alcoholpercentage (8,8%), en het oprichtingsjaar (1988) van de Arendonkse rugbyclub Pitbulls.

## Bieren
- Arendonker Bruin, bruin, 8,5%
- Arendonker Tripel, goudblond, 8%
- Pitbull 88, blond, 8,8%
- Vraai Plezante, rood, 6%